# Statek (správní jednotka)
Termín statek představuje historickou územně správní jednotku na obdobné úrovni, jakou představují obce, v jejímž čele však nestálo žádné obecní zastupitelstvo. Místo něho bylo toto území spravováno přímo majitelem příslušného statku, což byl obvykle nějaký šlechtic. V německojazyčném prostředí Rakouského císařství se tyto celky označovaly termínem Gutsgebiet, v Německu pak Gutsbezirk. Tyto celky existovaly především na území severoněmeckých států.

## Statky v Rakouském císařství
V Rakouském císařství o jejich existenci usilovala šlechta od roku 1850, kdy, zrušením panství a zavedením správy na občanském principu, přišla o možnost spravovat území. Existence statků, jako územně správních celků nepodřízených obci, byla prosazena cíařským patentem z 24. dubna 1859 č. 58/1859 ř. z.. Po pádu neoabsolutismu ale nastala jiná politická situace, která nebyla existenci statků nakloněna. Nová říšská rada přišla v roce 1861 s odlišným koceptem obecní legislativy. Šlechta následně musela o svoje představy samosprávy tvrdě bojovat s liberály na zemských sněmech a v říšské radě, až nakonec podlehla, neboť zvítězily hlasy protiaristokratické většiny. V březnu 1862 byl schválen rámcový říšský zákon o obecní samosprávě, odkazující na následné zemské zákony, jimiž byly zákony o obecním zřízení. Ve Slezsku bylo schváleno 15. listopadu 1863, na Moravě 15. března 1864 a v Čechách 16. dubna 1864. Osamostatnění statky se tak v těchto zemích nakonec automaticky staly součástí území některé obce. Statky jako správní jednotky však nadále existovaly například v Haliči, kde jich v 80. letech 19. století bylo 4792. Zde existovaly až do roku 1919, kdy byly zrušeny.

## Statky na Hlučínsku
V době, kdy Hlučínsko bylo součástí Pruska, existovaly statky téměř ve všech katastrálních územích tohoto regionu. Pro nesoulad jejich existence se zákony Československé republiky se všechny staly součástí obce, k jejímuž území geograficky náležely. Zde je jejich seznam k roku 1895:
1. Bělá
2. Bohuslavice
3. Bolatice
4. Darkovice
5. Darkovičky
6. Dolní Benešov
7. Hať
8. Hlučínský zámek
9. Hněvošice
10. Hošťálkovice
11. Chuchelná
12. Kobeřice
13. Kozmice
14. Kravaře
15. Ludgeřovice
16. Malé Hoštice (2 statky)
17. Markvartovice
18. Oldřišov
19. Píšť
20. Rohov
21. Strahovice
22. Šilheřovice
23. Štěpánkovice
24. Velké Hoštice
25. Vrbka
26. Vřesina
27. Zábřeh
28. Závada

## Statky v části Polska, patřící původně do pruského záboru
V částech Polska, patřící původně do pruského záboru, existovalo roku 1930 celkem  2339 statků, které zde zůstaly zachovány až do unifikace správy, provedené roku 1934.

## V Německu
V severoněmeckých státech Prusku a Meklenbursku, existovalo do první poloviny 20. století více než 10 000 statků. K jejich zániku došlo na přelomu 20. a 30. let 20. století. V současnosti se německým termínem Gutsbezirk označují neobydlené územně správní jednotky, spravované úřady příslušné německé spolkové země.